# Ricardo Flores Magón, Valle Hermoso
Ricardo Flores Magón är en ort i Mexiko.   Den ligger i kommunen Valle Hermoso och delstaten Tamaulipas, i den östra delen av landet, 700 km norr om huvudstaden Mexico City. Ricardo Flores Magón ligger 13 meter över havet och antalet invånare är 140.
Terrängen runt Ricardo Flores Magón är mycket platt. Runt Ricardo Flores Magón är det ganska tätbefolkat, med 134 invånare per kvadratkilometer. Närmaste större samhälle är Valle Hermoso, 3,2 km nordost om Ricardo Flores Magón. Trakten runt Ricardo Flores Magón består till största delen av jordbruksmark.